# Císařský kámen
Císařský kámen je zalesněný vrch nacházející se v podřazeném celku Jizerských hor Maršovické vrchovině, na okraji Liberce.

## Poloha
Císařský kámen se nachází 2 km jižně od obce Proseč nad Nisou a 2,5 km severovýchodně od obce Jeřmanice. Na jih od kopce vede rychlostní komunikace I/35 a železniční trať Liberec - Turnov, na severu potom silnice I/14 spojující Liberec a Jablonec nad Nisou.

## Charakteristika
Z východu se prezentuje jako nevýrazné návrší, při pohledu od Liberce nabírá tvaru výrazného vrchu kuželovitého tvaru. Pod jeho vrcholem v osadě Milíře probíhá rozvodnice mezi úmořím Severního a Baltského moře, která sem směřuje od Dlouhých Mostů a poté pokračuje východním směrem přes Hradešín k Černostudnickému hřbetu. Hlavním stavebním kamenem vrcholu je dvojslídná žula. Na jižním úbočí v Milířích pramení Luční potok, který se později v Liberci - Vesci vlévá do Lužické Nisy. Vrchol je zarostlý smíšeným porostem v kterém převažuje smrk. Většina stromů je ve stáří 90-110 let s nejvyšší výškou kolem 20 m.

## Historie
Někdejší název kopce byl Špičák nebo také Uhlířský vrch a byl pozměněn na Císařský kámen v roce 1778. Návštěva císaře Josef II. dala zapomenout starým pojmenováním. Císař si vybral kopec pro dohlížení nad pracemi na opevnění během války o dědictví bavorské. Do žulového kamene na samém vrcholu je vytesána pamětní tabule.

## Přístup
Přes vlastní vrchol vede pouze zelená turistická značka, nicméně sotva půl kilometru od vrcholu směrem na východ se v osadě Milíře připojují další značené cesty.
- zeleně značená cesta ze severozápadu (od Liberce) je nejdelší turistickou stezkou zpřístupňující vrchol Císařského kamene. Start je v Rochlici a po cca 2,5 km cesta míjí Vesecký rybník a začíná stoupat do lesa s názvem V roklinách. Závěr výstupu je strmý. Délka 6 km.
- zelená stezka z jihu začíná v obci Jeřmanice, vede částečně po asfaltové silničce vedoucí do osady Milíře. Délka 2 km.
- červeně značená cesta z jihovýchodu vyráží z horního konce obce Rádlo a po dvou kilometrech lehké chůze končí na vrcholu.
- červená značka od severu vychází z obce Proseč nad Nisou, traversuje svahy Liščího kopce (568 m) a po 2 km vystupuje na vrchol.
- žlutě značená stezka začíná ve Vratislavicích nad Nisou, stoupá k restauraci Mojžíšův pramen a přímo přes Liščí kopec dochází k vrcholu. Délka 4,5 km.

## Rozhledna
Nově vybudovaná rozhledna slouží k oživení lokality a turismu zdejšího kraje. Kruhový rozhled z vrcholu spolehlivě obsáhl jižní svahy Jizerských hor, Ještědsko-kozákovský hřbet, západní část pohoří Krkonoše a okolí měst Liberec a Jablonec nad Nisou. Rozhledna je další v pomyslné síti těchto staveb v oblasti (Kopanina, Černá studnice, Slovanka, Královka a Prosečská rozhledna). Její slavnostní otevření proběhlo dne 19. září 2009 od 14:00.